# Lady Gaga Live at Roseland Ballroom
Lady Gaga Live at Roseland Ballroom è stato il primo residency show della cantautrice statunitense Lady Gaga, tenuto in occasione della chiusura definitiva del locale newyorkese Roseland Ballroom.
I sette spettacoli, tutti quanti sold out, furono accolto positivamente dalla critica.

## Sinossi

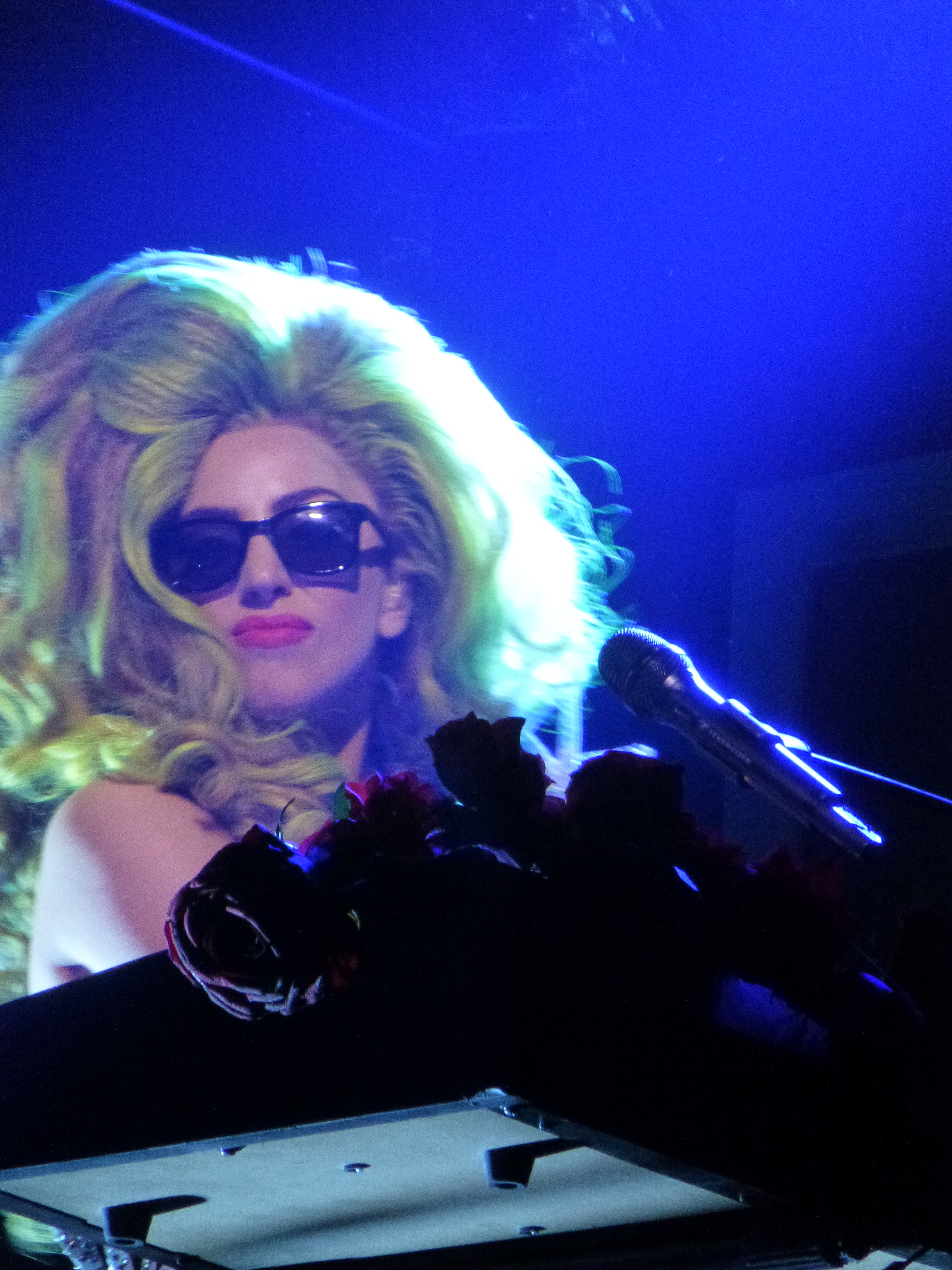
Lady Gaga esegue Born This Way nello show finale, il 7 aprile 2014

Lo show inizia con Lady Gaga che appare in un punto sopraelevato del palco, indossando un abito bianco e nero. Dopo essersi seduta al pianoforte, esegue una versione acustica di Born This Way. Il pianoforte col quale il brano viene eseguito è posizionato di fronte a una finestra, riferimento all'appartamento di New York nel quale la cantante visse agli esordi della sua carriera. Successivamente viene eseguita Black Jesus Amen Fashion, con una coreografia simile a quella del The Born This Way Ball. Poco prima che il brano finisca, Gaga scompare per un rapido cambio d'abito.
La cantante poi fa il suo ritorno in scena, indossando un abito rosso decorato con delle rose, per eseguire una breve versione di Monster. Durante il brano, Gaga scende lentamente dal punto in cui sono state eseguite le due canzoni precedenti, avvicinandosi di più al pubblico. La canzone seguente è Bad Romance, eseguita con l'ausilio di una keytar e di una scala per raggiungere il pubblico seduto in tribuna. Dopo viene eseguita Sexxx Dreams, con la sua coreografia originale. L'artista poi ritorna nuovamente al pianoforte ed esegue Dope e Yoü and I.

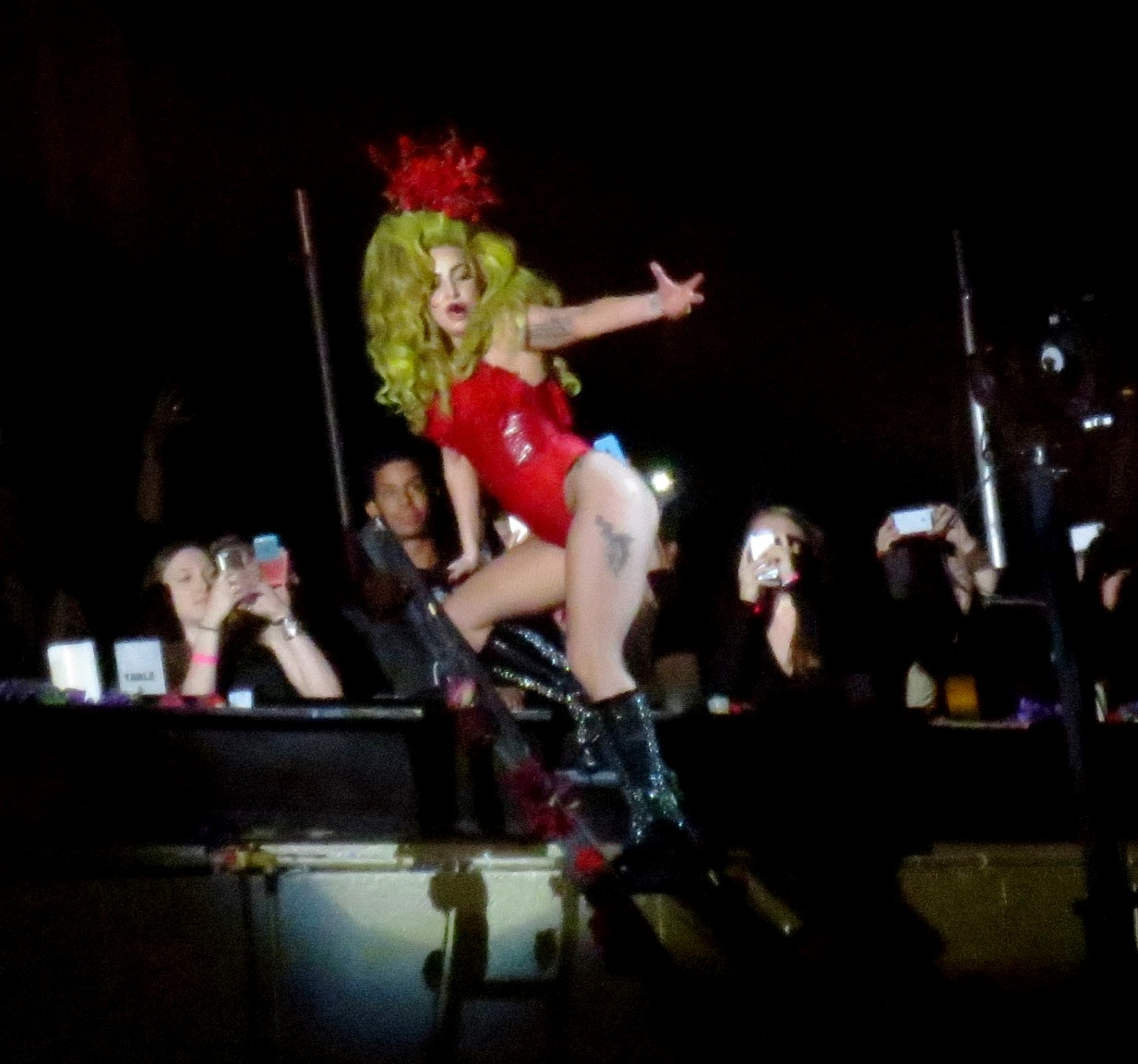
Lady Gaga durante Bad Romance

Un cambio d'abito ed esegue Just Dance e successivamente una versione acustica di Poker Face. L'abito indossato per queste canzoni, composto da un reggiseno argentato, una giacca e delle mutande gialle, è ispirato alla The Fame Era, ossia il periodo di promozione del suo primo album.
Dopo una breve intro ispirata al brano ARTPOP, la cantante torna sul palco con un vestito viola, anch'esso con delle rose ed esegue Applause. L'ultima canzone è G.U.Y., e viene eseguita con degli abiti totalmente bianchi.
Per tutto lo spettacolo Lady Gaga ha indossato una grossa parrucca verde.

## Date

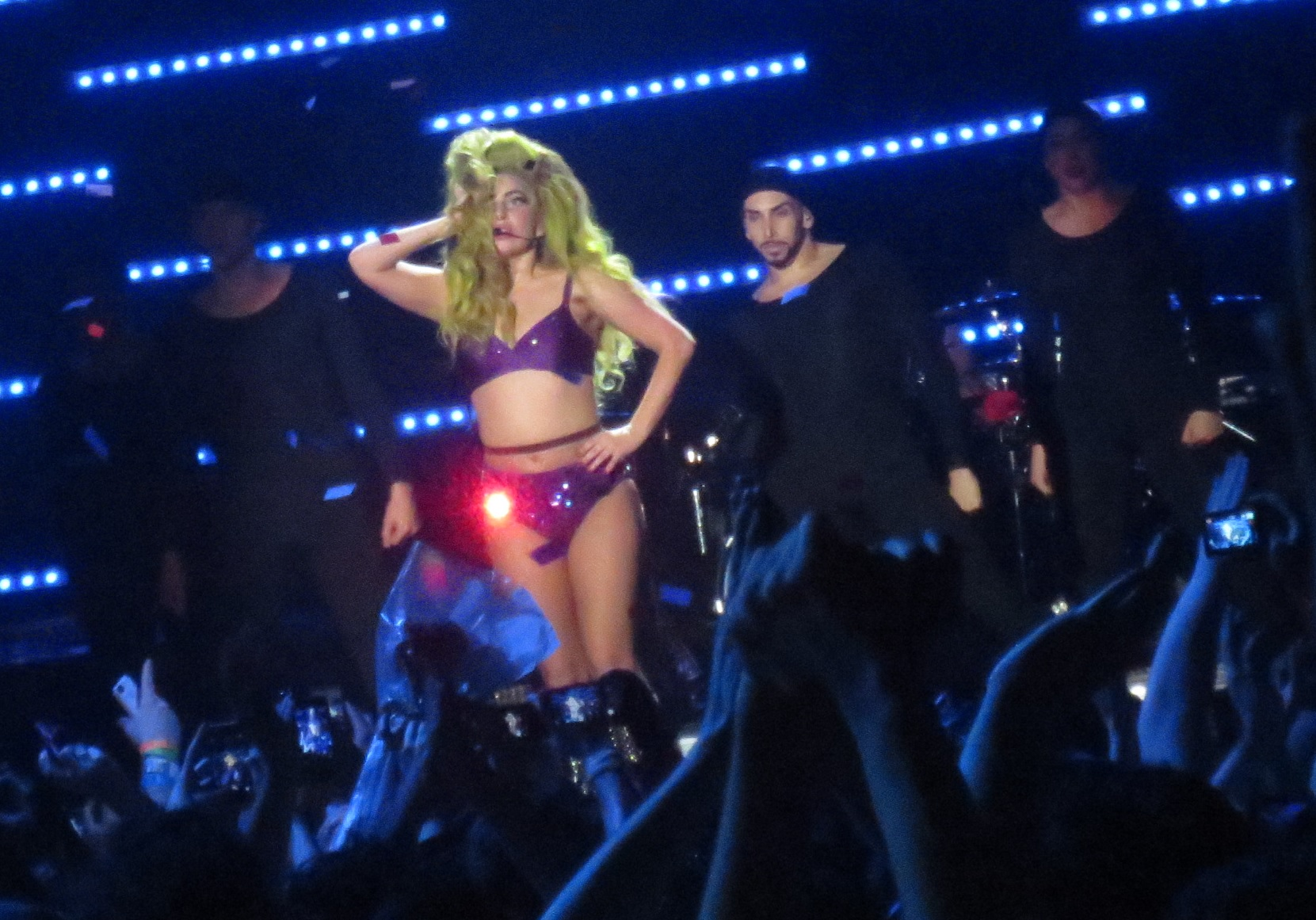
Lady Gaga durante Applause

| Date          | Biglietti venduti/Biglietti disponibili | Incasso    |
| ------------- | --------------------------------------- | ---------- |
| 28 marzo 2014 | 24.532 / 24.532                         | $1.522.800 |
| 30 marzo 2014 | 24.532 / 24.532                         | $1.522.800 |
| 31 marzo 2014 | 24.532 / 24.532                         | $1.522.800 |
| 2 aprile 2014 | 24.532 / 24.532                         | $1.522.800 |
| 4 aprile 2014 | 24.532 / 24.532                         | $1.522.800 |
| 6 aprile 2014 | 24.532 / 24.532                         | $1.522.800 |
| 7 aprile 2014 | 24.532 / 24.532                         | $1.522.800 |

## Scaletta
1. Born This Way (versione acustica)
2. Black Jesus Amen Fashion
3. Monster
4. Bad Romance
5. Sexxx Dreams
6. Dope
7. Yoü and I

Interlude: Paparazzi
1. Just Dance
2. Poker Face (versione acustica)

Interlude: ARTPOP
1. Applause
2. G.U.Y.

## Broadcasting live
Lo spettacolo finale è stato trasmesso integralmente in live-streaming su YouTube 
Oltre ad esso, sono state diffuse le performance di Bad Romance e Sexxx Dreams del concerto del 30 marzo; mentre quelle di Dope e G.U.Y. del 4 aprile sono state mostrate nel programma televisivo David Letterman Show.

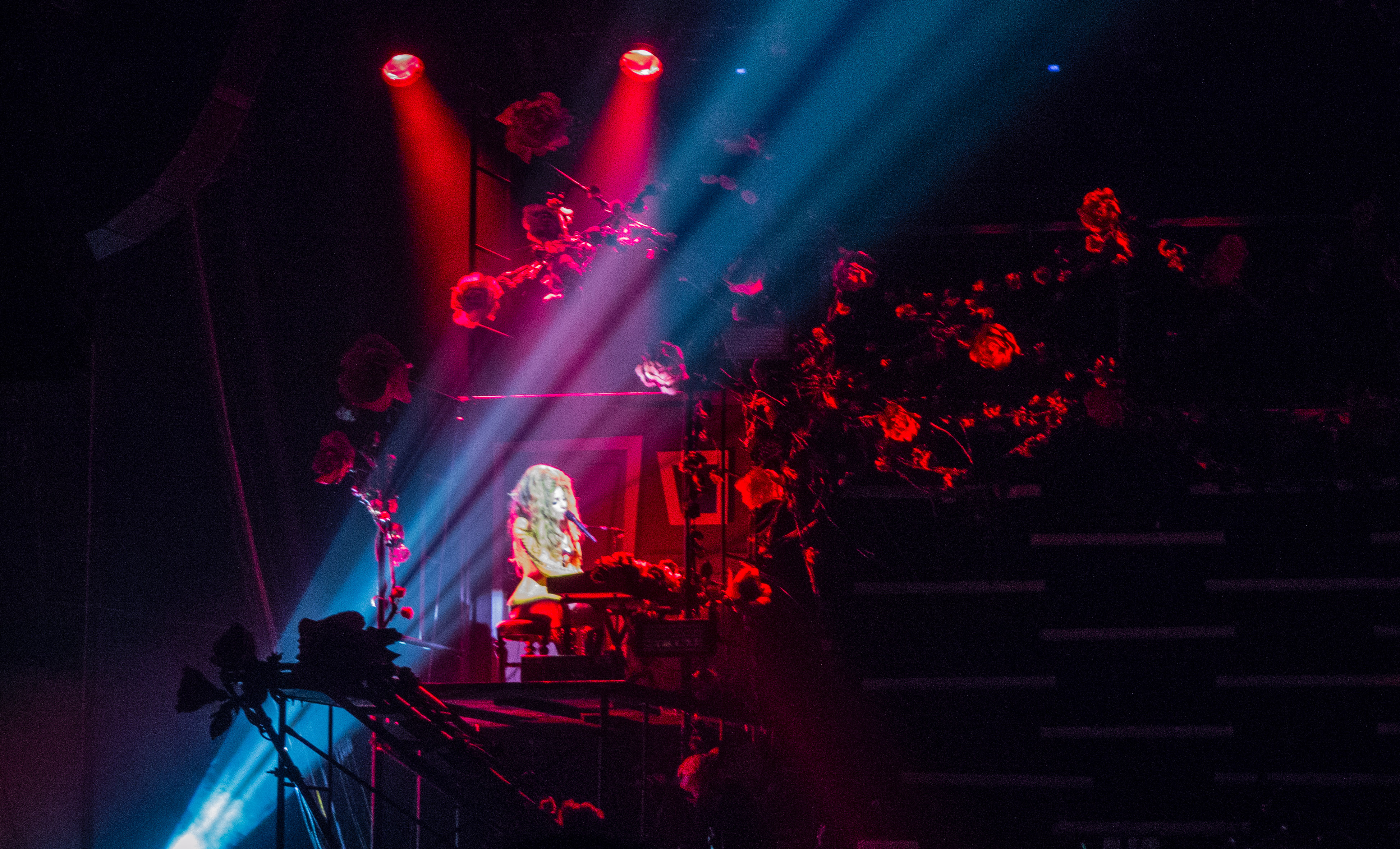
Lady Gaga esegue Poker Face